# لس بول
ولد لِستِر وِيليَام بُلسفُس (بالإنجليزية: Lester William Polsfuss) والمعروف باسم لِس بول (Les Paul) ولد في وكيشا في ويسكونسن في 9 يونيو عام 1915 وتوفي في 12 أغسطس 2009، كان عازفا للجاز وموسيقى الريف الأمريكي في الحانات وقاعات الموسيقى عندما كان عمره لا يتعدى 13 عاما، وفي عام 1941 اخترع «بول» أول جيتار كهربائي ذا جسم صلب، ولكن مرت 10 سنوات قبل أن يتعاون هو وشركة جيتار جيبسون من إخراجه بصورة جيدة، وفي السنوات التي تلت ذلك أصدرت شركة جيبسون عدة تصميمات للجيتار، أحدثت ثورة في التصميمات الخاصة بالجيتار الكهربائي، والتي ظلت بدون تغيير لمدة نصف قرن من الزمن.
أصبح بول رائدا في تطوير الموسيقى، والتي جعلت صوت الروك آند رول ممكنا على حسب قوله، وقد ترك بول بصمة في عالم الموسيقى منذ الحرب العالمية الثانية، وحقق هو وزوجته ماري فورد سلسلة من النجاحات في الأربعينيات والخمسينيات من القرن الماضي.
نال بول العديد من الأوسمة والجوائز، كجائزة غرامي الموسيقية عن مجمل إنجازاته في عالم الموسيقى 1983، كما أدخلته أغنية "How High the Moon" إنتاج 1951، قاعة جرامي للمشاهير في 1979، كما أدخل قاعة موسيقى الروك آند رول للمشاهير، وفي عام 2005 تم إدخاله في قاعة المخترعون الوطنيون للمشاهير في أمريكا، وتخطط بلدته ومسقط رأسه وكيشا لمهرجان عالمي للاحتفال به سنويا.
توفي بول في 12 أغسطس 2009، عن عمر يناهز الـ94 عاما في أحد مستشفيات نيويورك، متأثرا بمرض الالتهاب الرئوي.

## روابط خارجية
- لس بول على موقع IMDb (الإنجليزية)
- لس بول على موقع الموسوعة البريطانية (الإنجليزية)
- لس بول على موقع ميوزك برينز (الإنجليزية)
- لس بول على موقع رولينغ ستون (الإنجليزية)
- لس بول على موقع إن إن دي بي (الإنجليزية)
- لس بول على موقع أول ميوزيك (الإنجليزية)
- لس بول على موقع ديسكوغز (الإنجليزية)
- لس بول على موقع قاعدة بيانات الفيلم (الإنجليزية)